# 2010年9月

## 9月2日
- 台风圆规在韩国仁川江华岛南端登陆，瞬间风速最快达每秒52.4米，造成至少3人死亡。东亚日报[]新华网 Archive.today的存檔，存档日期2013-04-28

## 9月4日
- 新西兰南岛最大城市克赖斯特彻奇附近发生里氏7.1级强烈地震，造成至少2人重伤，部分建筑物受损。新华网（页面存档备份，存于）
- 9月1日至9月4日—2010年世界科技城市聯盟會員大會在臺灣的新竹市舉辦。[來源請求]

## 9月5日
- 中国卫星通信集团公司鑫诺六号通信广播卫星在西昌卫星发射中心由长征三号乙运载火箭搭载升空，将接替鑫诺三号卫星进行工作。新华网（页面存档备份，存于）
- 西班牙巴斯克分裂主义组织埃塔再次宣布停火，该组织上一次宣布停火是在2006年3月。新华网（页面存档备份，存于）

## 9月6日
- 韩国外长因女儿特招事件辞职后，已400人被调查。环球网/腾讯（页面存档备份，存于）
- 国务院和中央军委联合发布《中华人民共和国无线电管制规定》中国政府网（页面存档备份，存于）
- 日本厚生劳动省发布消息称，造成帝京大学附属医院46人感染、9人死亡的带NDM-1基因的超级细菌的来源已经查明，是2009年5月由一位日本男子从印度带回。新华网（页面存档备份，存于）

## 9月7日
- 由於得名兩名獨立議員的支持，茱莉雅·吉拉德得以籌組少數政府，成為第一位經選舉產生的澳洲女總理。澳洲廣播公司（页面存档备份，存于）

## 9月8日
- 美國佛羅里達州一間教會的牧師瓊斯卻宣稱要在9月11日焚燒古蘭經（英语：Dove World Outreach Center Quran-burning controversy），美國總統歐巴馬隨即提出不要焚燒可蘭經的警告，瓊斯表示：焚燒《古蘭經》是為了紀念911事件罹難者，並向全球極端伊斯蘭主義抗議。聯合國、北約組織、教廷皆發出嚴正聲明與譴責尊重與包容不同的宗教、文化，印尼、馬來西亞、科威特和印度等國政府，都已向美國當局發出強烈的譴責或反對。NOWnews（页面存档备份，存于）

## 9月9日
- 外交部发言人姜瑜称，中國已经派遣渔政执法船前往钓鱼台海域，目的是维护相关海域的渔业生产秩序，保护中国渔民的生命和财产安全。新华网/腾讯（页面存档备份，存于）
- 英国牛津大学的研究人员发现，大剂量补充维生素B可有效减缓老年人脑萎缩的速度，从而预防阿尔茨海默病的发生。科技网

## 9月10日
- 世界經濟論壇公布2010年全球競爭力排名，瑞士蟬聯第1，瑞典第2、新加坡穩居第3，香港排第11名，與去年排名一樣；中國大陸升至第27名，進步兩名；台灣排第13，退步1名。中時電子報[永久]
- 靈鴿世界服務中心的牧師瓊斯原本宣稱要在九一一襲擊事件9週年焚燒可蘭經，在遭到國際譴責的強大的壓力下，事後瓊斯已取消燒可蘭經的計畫。但此舉已讓全世界的穆斯林憤怒，回教國家反美情緒不斷高漲；阿富汗和巴基斯坦等地都發生群眾抗議事件。PC HOME（页面存档备份，存于）

## 9月11日
- 美国导演索菲娅·科波拉执导的电影《在某处》获得第67届威尼斯国际电影节最佳影片金狮奖。新华网 Archive.today的存檔，存档日期2013-04-29

## 9月12日
- 美国队在土耳其伊斯坦布尔举行的第16届世界男子篮球锦标赛决赛中击败土耳其队获得冠军。新华报业网
- 比利时选手金·克莱斯特尔斯在紐約舉行的2010年美国网球公开赛於女单決赛中擊敗俄羅斯选手薇拉·兹沃纳列娃獲得冠軍。网易
- 俄羅斯利用微軟進行政治鬥爭？根據紐約時報在9月12日的報導。俄羅斯官方利用清查使用盜版軟體名義，強行扣押異議團體的電腦設備，而這些人當中，有不少人是向當地的微軟求助，要求開立正版軟體的使用證明遭拒。The New York Times（页面存档备份，存于） ZDNET

## 9月13日
- 2010年夏季达沃斯世界经济论坛在中国天津的梅江会展中心开幕，来自近90个国家的1500余名政界、商界精英和企业领袖出席此次论坛。新华网（页面存档备份，存于）
- 就台湾未阻止抗议船只出海前往釣魚台，日本对台机构交流协会台北事务所代表今井正13日向中華民國外交部表示，“将对日台关系带来负面影响。感到极为遗憾”。共同社 环球时报-环球网/网易（页面存档备份，存于） 此前，在中国厦门的保钓人士出海受到中華人民共和國政府阻撓，保钓行动被迫押后。凤凰卫视/凤凰网（页面存档备份，存于）
- 2010年广州亚运会买菜刀实名制规定已提前实施。广州日报/网易
- 西班牙选手拉斐尔·纳达尔在纽约举行的2010年美国网球公开赛男单决赛中击败塞尔维亚选手诺瓦克·德约科维奇获得冠军，并成为史上第二位男单职业金满贯的得主。新华网
- 台湾保钓船在钓鱼台海域遭日舰围堵。日本海上保安厅以探照灯、LED跑马灯、广播的形式阻攔，中華民國行政院海岸巡防署亦以类似的方式宣告“釣魚台為中華民國海域，請勿干擾本國漁民活動，海巡署有保護漁民活動的義務”。对峙5小时多后，保钓船开始返航，对峙结束，此时距离钓鱼岛18.5海里。聯合新聞網Archive.today的存檔，存档日期2012-07-16
- 中華人民共和国外交部回应保钓人士自厦门出海前往钓鱼岛受阻一事。有记者向外交部提问，“中方是不是不愿意让他们这么做？”发言人姜瑜答曰：“中方对钓鱼岛拥有无可争辩的主权。”中国外交部网站/网易（页面存档备份，存于）
- 古巴工人中央工会发表声明说，古巴大规模的裁员从即日开始，最终被裁员人数可能超过100万，这一裁员计划意味着有近1/5的人不久后将会失去原有工作。新华网（页面存档备份，存于）

## 9月14日
- 日本首相菅直人在民主党代表选举中击败民主党前干事长小泽一郎，从而连任民主党代表，并将继续担任日本首相。新华网（页面存档备份，存于）
- 朝鮮祖國和平統一委員會指責韓國就天安號沉沒事件發表的最終調查報告是「是對朝鮮令人無法容忍的挑釁」。新華社（页面存档备份，存于）
- 法国参议院通过法案，禁止人们在公共场合遮盖面部，此法案主要是为了禁止穆斯林妇女在公共场合穿着布卡和其他遮盖全身的罩袍。华尔街日报
- 中華民國外交部就13日漁船在釣魚台海域被日方公務船干擾一事，向日方抗議，並重申釣魚台為中華民國固有領土。中華民國外交部

## 9月15日
- 中国渔政船202在钓鱼岛海域领回被扣渔船时遭日本海上保安厅围堵，未能进入12海里区域。渔政船称。离钓鱼岛最近为12.8海里。6天后，此事被官媒《环球时报》报道。环球时报-环球网/网易（21日）（页面存档备份，存于）

## 9月16日
- 天主教教宗本篤十六世抵達蘇格蘭愛丁堡，展開四天在英國的國事訪問。这是罗马天主教教皇有史以来第一次对英国进行国事访问。BBC中文网（页面存档备份，存于）

## 9月19日
- 日本外相前原誠司感謝中華人民共和國政府抑制18日的示威，使九一八事變79周年中國大陸只有零星的反日示威。新浪（页面存档备份，存于）
- 瑞典执政的中右翼联盟在当天举行的议会选举中击败中左翼红绿联盟，将继续执政。但由于极右翼的民主党首次挤进议会，故中右翼联盟未能获得过半数的席位。新华网（页面存档备份，存于）
- 宜黄“9·10”强拆自焚事件3人重伤中，已经有1人死亡，尸体被当局抢走。扬子晚报/环球网
- 凡那比颱風於上午8時40分由花蓮縣豐濱鄉附近登陸。[來源請求]

## 9月20日
- 英國廣播公司的攝製隊伍首次在不丹海拔4000公尺的山區發現老虎蹤跡，並發現老虎與豹子、雪豹混居的現象。BBC（页面存档备份，存于）

## 9月21日
- 俄羅斯總統梅德韋傑夫簽署命令。自12月1日起，俄軍區數量將從目前的六個縮減為四個。俄新社（页面存档备份，存于）

## 9月22日
- 强台风凡亚比在中国广东省造成至少67人死亡、68人失踪，生死未明，另有66人受伤。中新社/腾讯网（页面存档备份，存于） （首页尚未更新）

## 9月23日
- 广东省茂名市的信宜市（县级）因紫金矿业溃坝死亡人数目前不完全统计已达18人，尚有25人失踪，还有17人受伤。双合村村民称紫金矿业尾矿库溃坝系本次灾害的主要原因。很多村民表示，紫金矿业在上游开采矿产时对植被破坏较大，本次灾害不是天灾而是人祸。新快报/网易
- 第65届联合国大会一般性辩论在纽约联合国总部开幕。本届联大一般性辩论主题是“重申联合国在全球治理中的核心作用”。新华网（页面存档备份，存于）
- 巴基斯坦神经科学家阿菲娅·西迪基因于2008年8年在阿富汗涉嫌枪击美国联邦调查局探员而被纽约曼哈顿地区法院裁定罪名成立，被判86年监禁。新华网（页面存档备份，存于）
- 中国渔政船201携带官媒记者直奔钓鱼岛海域巡航，4天后，官媒报道称渔政船一度顶进到距钓鱼岛10.8海里的地方。环球时报-环球网/网易

## 9月24日
- 日本冲绳那霸地方检察厅决定放还于9月8日被日本指控犯有妨碍执行公务罪的詹其雄，但同时保留对他处罚的权利。凤凰网（页面存档备份，存于）

## 9月26日
- 美国国家航空航天局发布全球空气质量地图，中国华北、华中、华东全部可吸入悬浮颗粒物世界第一，撒哈拉北非全球第二。NASA官方网站 译言网/网易探索（页面存档备份，存于）

## 9月27日
- 委內瑞拉國會選舉，執政社會主義統一黨在165席中得90席，失去了單獨通過重要法案、最高法院法官等所需的三分之二多數。BBC（页面存档备份，存于）
- 朝鮮國防委員會委員長金正日命令，任命金敬姬、金正银、崔龙海等6人为大将。朝鮮日報

## 9月28日
- 朝鮮勞動黨第三次代表會議推舉朝鮮最高領導人金正日為朝鮮勞動黨總書記，选举金正日为党中央军事委员会委员长，金正银、李英浩为副委员长。新華網（页面存档备份，存于） 新华网（页面存档备份，存于）
- 委内瑞拉总统乌戈·查韦斯率领的执政党统一社会主义党在26日举行的议会选举中获得多数席位。新华网（页面存档备份，存于）
- 俄羅斯總統梅德韋傑夫簽署政令，免去莫斯科市長尤里·盧日科夫的職務，即日生效。俄新社
- 中国和谐号CRH380A型电力动车组在沪杭高速铁路试运行中最高时速达到416.6公里。新华网（页面存档备份，存于）
- 寮國加入成為濕地公約蹄約國。[來源請求]

## 9月30日
- 厄瓜多尔政府宣布，鉴于目前发生的大规模骚乱活动，厄瓜多尔全国进入为期一周的紧急状态。新华网（页面存档备份，存于）
- 印度一家高级法院做出裁决，由印度教徒与穆斯林共同分享阿约提亚一处圣地的归属，并认定内部一个地点是印度教圣者罗摩的诞生地。BBC中文网（页面存档备份，存于）
- 美國天文学家利用设在夏威夷的凯克天文望远镜在红矮星格利泽581的适居带發現一顆可能有水的行星格利泽581g。華盛頓郵報（页面存档备份，存于）（英文）、聯合新聞網[]（繁體中文）
- 西班牙自行车运动员阿尔伯托·康塔多宣布，他在2010年环法自行车赛的一次兴奋剂检查中呈阳性，已被国际自行车联盟临时禁赛。人民网（页面存档备份，存于）
- 霹靂國際多媒體（霹靂布袋戲）位於台灣雲林縣土庫鎮的布袋戲攝影棚凌晨1點50分左右發生火災，火勢延燒2小時，其中有高達2000多尊的布袋戲偶，如:一頁書、素還真、葉小釵等本尊戲偶慘遭燻黑或燒燬，預估造成新台幣上億元的損失，以致於霹靂國際多媒體從原發行日11月5日延後到 11月12日發行年度最新強檔，「霹靂經武紀之梟皇論戰」[來源請求]